# Ammannia triflora
Ammannia triflora là một loài thực vật có hoa trong họ Lythraceae. Loài này được R.Br. ex Benth. mô tả khoa học đầu tiên năm 1867.